# Bang Saen
Bang Saen (parfois orthographiée Bang Saeng) (en thaï บางแสน) est une cité balnéaire et étudiante de Thaïlande située à 85 km au sud de Bangkok.

## Points d'intérêt
- L'université de Burapha, plus grosse université de la province de Chonburi
- Le Wang Saen Suk, un temple bouddhiste avec un jardin de sculptures représentant le Naraka, l'enfer bouddhiste

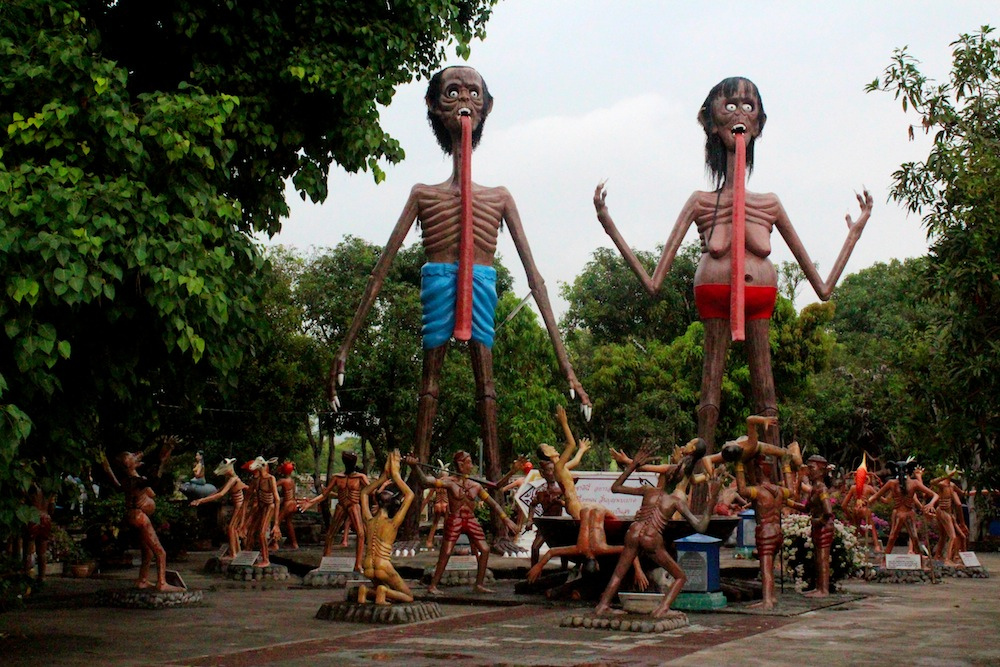
Le Wang Saen Suk
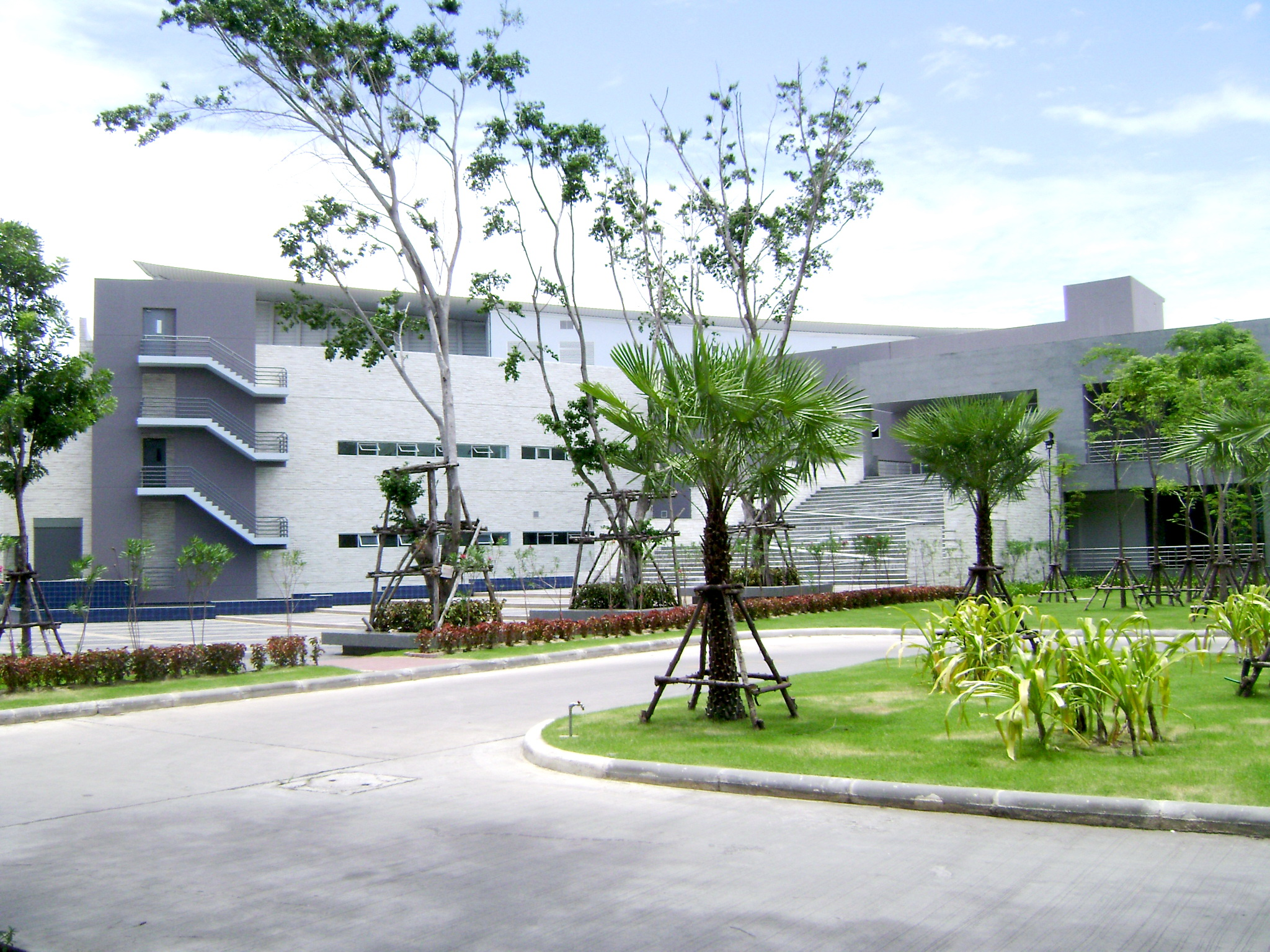
Le Monde sous la mer, une des attractions touristiques de l'université de Burapha